# سلاح المدرعات (السعودية)
سلاح المدرعات (أو سلاح الفرسان سابقًا) هو أحد أسلحة القوات البرية الملكية السعودية الرئيسية. تحتل السعودية المرتبة الرابعة عالميا بامتلاكها أكثر من 11 ألف مدرعة متنوعة.

## النشأة

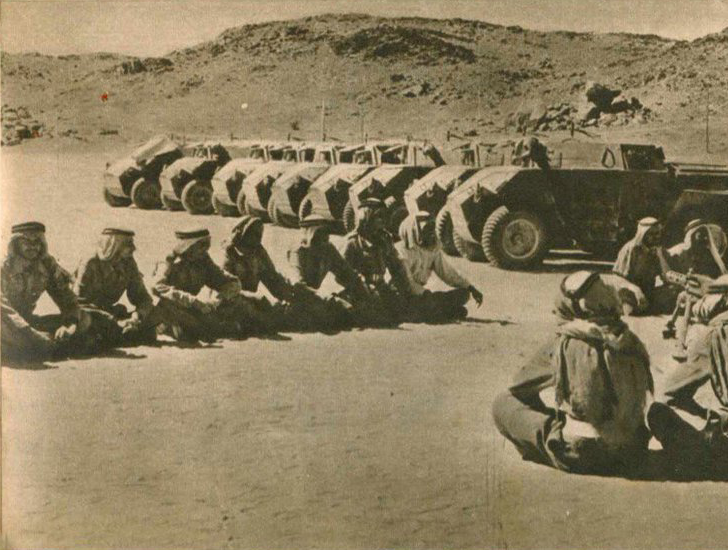
جنود سعوديون من سلاح المدرعات في حقبة الخمسينيات.

- عام 1354هـ عندما أمر الملك عبد العزيز بإنشاء وحدات الفرسان في مدينة الطائف، وعين عليها النقيب صالح البلاع قائداً لها
- في عام 1368هـ أحدث أول وحدة مدرعة باسم وحدة المصفحات، وعين رشيد البلاع قائداً عليها، وشاركت مع القوات العربية في الجبهة المصرية لقتال اليهود عام 1948م
- في عام1373هـ أحدث وحدتين لقتال مدرعتين على مستوى كتائب فوج الاستطلاع المسلح بعربات الجيب وفوج المدرعات المسلح بالعربات المدرعة
- في عام 1375هـ أُدخلت الدبابة م41 والدبابة م47 أمريكية في سلاح الفرسان، وتشكل منها الفوج العاشر دبابات
- في عام 1387هـ دخلت مدرعات البنهارد الخدمة في سلاح الفرسان حيث تشكلت منها الكتيبة الخفيفة الأولى والكتيبة الخفيفة الثانية
- في عام1391هـ تم الأتفاق مع وزارة الدفاع الفرنسية لتجهيز لواء مدرع، وهو مج ل4، وتم تشكيل لواء مدرع آخر من المعدات الفرنسية هو مج ل12
- في عام 1396هـ وفي سبيل تطوير سلاح المدرعات تم إدخال الدبابة م60أ الأمريكية الصنع، وعُدلت لاحقاً بنوع م60 أ3، ومع مرور الزمن أصبحت مدرعات النهاردة قديمة، ومن الضروري استبدالها.
- في عام 1410هـ تم إدخال مدرعات البيرانا لتحل محل البنهارد في الكتيبة الخفيفة الأولى والكتيبة الخفيفة الثانية، وكما تم إدخال أحدث دبابة في العالم وهي دبابة أبرامز م1 أ2، وتشكيل لواء مدرع وهو لواء الأمير سلطان بن عبدالعزيز السابع وكتائب الدبابات.[4]

## التطوير
وفي عام 1411هـ بدأ تطوير وحدات سلاح المدرعات حيث تم إدخال الدبابة الأمريكية (م1أ2) ومدرعة البيرانا السويسرية للخدمة في سلاح المدرعات. واستمر العمل على تطوير وتحديث جميع وحدات وتشكيلات سلاح المدرعات المختلفة بالقوات البرية الملكية السعودية، وتزويدها بأحدث المدرعات الموجودة في العالم، إضافة إلى تدريب الضباط والأفراد على استخدامها القتالي والفني لتواكب التطور العالمي في هذا المجال، وتكون قادرة على أداء مهامها بفاعلية. ومن الآليات المدرعة العاملة في وحدات سلاح المدرعات الدبابة (آي أم أكس 30)، والـدبابة (أم 60أ3)، والدبابة (أم 1أ2) الإبرامز، والدبابة (م/د هوت)، إضافة إلى الناقلات الحديثة مثل (آي أم أكس 10)، ومدرعات البيرانا بأنواعها.

## معهد سلاح المدرعات
أُسست بعض وحدات الاستطلاع والفرسان في الجيش السعودي في عهد الملك عبد العزيز. وبعد أن أُدخلت المدرعات الحديثة في السبعينات الهجرية، أصبح من الضروري إيجاد مركز لتأهيل الأفراد العاملين على هذه الآليات. فأنشأت في عام 1375هـ «مدرسة سلاح الفرسان» في مدينة الطائف.
وفي عام 1388هـ تحول اسم المدرسة إلى «مدرسة ومركز تدريب سلاح المدرعات». وفي عام 1393هـ تم نُقلت المدرسة إلى مدينة تبوك، وتحول اسمها إلى «مدرسة سلاح المدرعات» لتواصل أداء مهمتها التعليمية التي أنيطت بها. تم تغيير اسمها في عام 1402هـ إلى «مركز ومدرسة المدرعات». ثم توالت الإنجازات وتطور المركز والمدرسة كثيراً وتعددت مهامها. فتغير اسم المدرسة في 3 شوال 1413هـ إلى «معهد لسلاح المدرعات». فزادت بذلك أعمال هذا المعهد، وتطور بشكل ملحوظ، وتعددت إنجازاته لتتنوع أسلحة المدرعات. واقتضت الحاجة رفع مستوى الخريجين، وتنويع الدراسات فيه ليستمر في في إعداد الضباط والأفراد، وتدريبهم على أحدث أنواع الدبابات والمدرعات، وإكسابهم الخبرة والمعرفة بفنون الحرب الحديثة.

## الهيكل التنظيمي
| الإسم                                 | القيادة                           | المقر     | ملاحظات |
| ------------------------------------- | --------------------------------- | --------- | ------- |
| مجموعة لواء الملك خالد الرابع         | المنطقة الجنوبية العسكرية         | خميس مشيط |         |
| مجموعة لواء الملك فهد السادس          | المنطقة الشمالية الغربية العسكرية | تبوك      |         |
| مجموعة لواء الأمير سلطان السابع       | المنطقة الشمالية الغربية العسكرية | تبوك      |         |
| مجموعة لواء الملك فهد الثامن          | المنطقة الشمالية الغربية العسكرية | تبوك      |         |
| مجموعة لواء الملك فيصل العاشر         | المنطقة الجنوبية العسكرية         | خميس مشيط |         |
| مجموعة لواء خالد بن الوليد الثاني عشر | المنطقة الشمالية الغربية العسكرية | تبوك      |         |

## انظر ايضاً
- القوات البرية الملكية السعودية

## وصلات خارجية
- شؤون-سياسية السعودية-من-بين-أقوى-خمس-جيوش-عالميا-من-حيث-سلاح-المدرعات.